# Toma Mihály
Toma Mihály (Nagybánhegyes, 1948. március 6. –) szabad- és kötöttfogású többszörös magyar bajnok birkózó. Testvére, Toma Ferenc szintén birkózó volt.
A birkózást 1967-ben kezdte el. 1967-től a junior, 1973-tól 1981-ig a felnőtt válogatottkeret tagja. A Vasas örökös bajnoka.
Újabb ezüstérmet szerzett Toma Mihály egykori olimpikon birkózó 2016-ban, aki a magyar veterán birkózó-válogatott edzője.
Finnországban, kötöttfogásban szerzett második helyezése okán állhatott a dobogóra 68 évesen.

## Eredményei
- háromszoros magyar bajnok kötöttfogásban (1974, 1980, 1981)
- Olimpiai 6. helyezett (1980)
- vb 3. helyezett (1975)
- vb 4. helyezett (1974)
- vb 6. (1981)
- eb 4. helyezett (1975, 1981)
- eb 7. (1980)
- eb 9. (1974)
- eb 10. (1977)
- Olimpiai induló (1976)
- ezüstérmes a kötöttfogású veterán Világbajnokságon (2016)

## Edzői pályafutása
1985-ben végezte a TF-et, szakedzői szakon, ahol saját egyéni technikáiból írta szakdolgozatát. Ismert az általa kifejlesztett válldobásról, melyet azóta is Toma-féle válldobásnak hívnak.
- 1983-1987 Svájcban edzőként szerződött.
- 1987 után itthon ifi-junior válogatott edző, a Vasas birkózó-szakosztályának vezetője.
- 1992-ben testvérével megalapítja saját cégét a Tem-To Kft.-t.